# روبرت زبلیان
روبرت آرداکی زبلیان (ارمنی: Ռոբերտ Արտակի Զեբելյան؛ زادهٔ ۳۱ مارس ۱۹۸۴ در سوچی) یک بازیکن فوتبال در پست مهاجم اهل ارمنستان است.

## باشگاهی
از باشگاه‌هایی که در آن بازی کرده‌است می‌توان به ژمچوژینا-سوچی، سوچی-۰۴, کوبان کراسنودر، خیمکی، بالتیکا کالینینگراد، دینامو مینسک، توبول و سوچی اشاره کرد.

## تیم ملی
وی همچنین در تیم ملی فوتبال ارمنستان بازی کرده‌است. زبلیان نخستین بازی ملی خود را در تاریخ ۱۵ نوامبر ۲۰۰۶ در مرحله مقدماتی جام ملت‌های اروپا ۲۰۰۸ در مقابل فنلاند انجام داده‌است.

## افتخارات
- Russian First Division مدال نقره همراه با باشگاه فوتبال کوبان کراسنودار: ۲۰۰۶
- Russian First Division دومین گلزن برتر با ۲۳ گل: ۲۰۰۶